# Tour de Lombardie 2017
La 111e édition du Tour de Lombardie a lieu le 7 octobre 2017. Elle fait partie du calendrier UCI World Tour 2017 en catégorie 1.UWT.

## Parcours
L'épreuve se déroule sur une distance de 247 kilomètres entre Bergame et Côme avec comme dernières difficultés la Madonna del Ghisallo, le Mur de Sormano, le Civiglio et le San Fermo della Battaglia.

## Équipes
| WorldTeams (18)- AG2R La Mondiale - Astana - Bahrain-Merida - BMC Racing Team - Bora-Hansgrohe - Cannondale-Drapac - FDJ - Lotto-Soudal - Movistar Team - Orica-Scott - Quick-Step Floors - Dimension Data - Katusha-Alpecin - Lotto NL-Jumbo - Sky - Team Sunweb - Trek-Segafredo - UAE Team Emirates Équipes continentales professionnelles (7)- Androni Giocattoli - Bardiani CSF - Cofidis, Solutions Crédits - Gazprom-RusVelo - Nippo-Vini Fantini - Wilier Triestina-Selle Italia - Direct Énergie |
| |

## Classement final
| \| Classement général \| Classement général \| Classement général \| Classement général \| Classement général \| \| Coureur \| Coureur \| Pays \| Équipe \| Temps \| \| ------------------ \| ------------------ \| ------------------ \| --------------------------- \| ------------------ \| \| 1er \| Vincenzo Nibali \| Italie \| Bahrain-Merida \| 6 h 15 min 28 s \| \| 2e \| Julian Alaphilippe \| France \| Quick-Step Floors \| + 28 s \| \| 3e \| Gianni Moscon \| Italie \| Team Sky \| + 38 s \| \| 4e \| Alexis Vuillermoz \| France \| AG2R La Mondiale \| + 38 s \| \| 5e \| Thibaut Pinot \| France \| FDJ \| + 38 s \| \| 6e \| Domenico Pozzovivo \| Italie \| AG2R La Mondiale \| + 38 s \| \| 7e \| Fabio Aru \| Italie \| Astana \| + 38 s \| \| 8e \| Mikel Nieve \| Espagne \| Team Sky \| + 40 s \| \| 9e \| Nairo Quintana \| Colombie \| Movistar Team \| + 42 s \| \| 10e \| Sergey Chernetskiy \| Russie \| Astana \| + 47 s \| \| 11e \| Sam Oomen \| Pays-Bas \| Team Sunweb \| + 47 s \| \| 12e \| Nicolas Roche \| Irlande \| BMC Racing Team \| + 47 s \| \| 13e \| Egan Bernal \| Colombie \| Androni-Sidermec-Bottecchia \| + 47 s \| \| 14e \| Ben Hermans \| Belgique \| BMC Racing Team \| + 47 s \| \| 15e \| Davide Villella \| Italie \| Cannondale-Drapac \| + 1 min 12 s \| \| 16e \| Mathias Frank \| Suisse \| AG2R La Mondiale \| + 1 min 12 s \| \| 17e \| Diego Rosa \| Italie \| Team Sky \| + 1 min 12 s \| \| 18e \| Wilco Kelderman \| Pays-Bas \| Team Sunweb \| + 1 min 12 s \| \| 19e \| Bauke Mollema \| Pays-Bas \| Trek-Segafredo \| + 1 min 26 s \| \| 20e \| Tim Wellens \| Belgique \| Lotto-Soudal \| + 1 min 26 s \| |                    |          |                             |                 |
| |                    |          |                             |                 |
| Source : ProCyclingStats |                    |          |                             |                 |
| Classement général |                    |          |                             |                 |
| Coureur | Coureur            | Pays     | Équipe                      | Temps           |
| 1er | Vincenzo Nibali    | Italie   | Bahrain-Merida              | 6 h 15 min 28 s |
| 2e | Julian Alaphilippe | France   | Quick-Step Floors           | + 28 s          |
| 3e | Gianni Moscon      | Italie   | Team Sky                    | + 38 s          |
| 4e | Alexis Vuillermoz  | France   | AG2R La Mondiale            | + 38 s          |
| 5e | Thibaut Pinot      | France   | FDJ                         | + 38 s          |
| 6e | Domenico Pozzovivo | Italie   | AG2R La Mondiale            | + 38 s          |
| 7e | Fabio Aru          | Italie   | Astana                      | + 38 s          |
| 8e | Mikel Nieve        | Espagne  | Team Sky                    | + 40 s          |
| 9e | Nairo Quintana     | Colombie | Movistar Team               | + 42 s          |
| 10e | Sergey Chernetskiy | Russie   | Astana                      | + 47 s          |
| 11e | Sam Oomen          | Pays-Bas | Team Sunweb                 | + 47 s          |
| 12e | Nicolas Roche      | Irlande  | BMC Racing Team             | + 47 s          |
| 13e | Egan Bernal        | Colombie | Androni-Sidermec-Bottecchia | + 47 s          |
| 14e | Ben Hermans        | Belgique | BMC Racing Team             | + 47 s          |
| 15e | Davide Villella    | Italie   | Cannondale-Drapac           | + 1 min 12 s    |
| 16e | Mathias Frank      | Suisse   | AG2R La Mondiale            | + 1 min 12 s    |
| 17e | Diego Rosa         | Italie   | Team Sky                    | + 1 min 12 s    |
| 18e | Wilco Kelderman    | Pays-Bas | Team Sunweb                 | + 1 min 12 s    |
| 19e | Bauke Mollema      | Pays-Bas | Trek-Segafredo              | + 1 min 26 s    |
| 20e | Tim Wellens        | Belgique | Lotto-Soudal                | + 1 min 26 s    |

## Liste des participants
- Liste de départ complète

| Légende | Légende                                                                    | Légende | Légende                                                    |
| ------- | -------------------------------------------------------------------------- | ------- | ---------------------------------------------------------- |
| Num     | Dossard de départ porté par le coureur sur ce Tour de Lombardie            | Pos     | Position à l'arrivée de la course                          |
|         | Indique un maillot de champion national ou mondial, suivi de sa spécialité | NP      | Indique un coureur qui n'a pas pris le départ de la course |
| AB      | Indique un coureur qui n'a pas terminé la course                           | HD      | Indique un coureur qui a terminé la course hors des délais |

| Orica-Scott ORS                   | Orica-Scott ORS               | Orica-Scott ORS |
| --------------------------------- | ----------------------------- | --------------- |
| Num                               | Coureur                       | Pos             |
| 1                                 | Adam Yates (GBR)              | 74e             |
| 2                                 | Jack Haig (AUS)               | 24e             |
| 3                                 | Damien Howson (AUS)           | 99e             |
| 4                                 | Christopher Juul Jensen (DEN) | 82e             |
| 5                                 | Jens Keukeleire (BEL)         | 97e             |
| 6                                 | Roman Kreuziger (CZE)         | 32e             |
| 7                                 | Michael Albasini (SUI)        | AB              |
| 8                                 | Carlos Verona (ESP)           | 64e             |
| Directeur sportif : Matthew White |                               |                 |

| AG2R La Mondiale ALM              | AG2R La Mondiale ALM     | AG2R La Mondiale ALM |
| --------------------------------- | ------------------------ | -------------------- |
| Num                               | Coureur                  | Pos                  |
| 11                                | Domenico Pozzovivo (ITA) | 6e                   |
| 12                                | Jan Bakelants (BEL)      | AB                   |
| 13                                | François Bidard (FRA)    | AB                   |
| 14                                | Mikaël Cherel (FRA)      | 43e                  |
| 15                                | Mathias Frank (SUI)      | 16e                  |
| 16                                | Alexandre Geniez (FRA)   | 23e                  |
| 17                                | Pierre Latour (FRA)      | 65e                  |
| 18                                | Alexis Vuillermoz (FRA)  | 4e                   |
| Directeur sportif : Julien Jurdie |                          |                      |

| Androni-Sidermerc-Bottecchia ANS    | Androni-Sidermerc-Bottecchia ANS | Androni-Sidermerc-Bottecchia ANS |
| ----------------------------------- | -------------------------------- | -------------------------------- |
| Num                                 | Coureur                          | Pos                              |
| 21                                  | Egan Bernal (COL)                | 13e                              |
| 22                                  | Davide Ballerini (ITA)           | AB                               |
| 23                                  | Mattia Cattaneo (ITA)            | AB                               |
| 24                                  | Marco Frapporti (ITA)            | AB                               |
| 25                                  | Francesco Gavazzi (ITA)          | AB                               |
| 26                                  | Fausto Masnada (ITA)             | 33e                              |
| 27                                  | Rodolfo Torres (COL)             | 59e                              |
| 28                                  | Andrea Vendrame (ITA)            | AB                               |
| Directeur sportif : Giovanni Ellena |                                  |                                  |

| Astana AST                         | Astana AST               | Astana AST |
| ---------------------------------- | ------------------------ | ---------- |
| Num                                | Coureur                  | Pos        |
| 31                                 | Fabio Aru (ITA)          | 7e         |
| 32                                 | Peio Bilbao (ESP)        | 29e        |
| 33                                 | Dario Cataldo (ITA)      | AB         |
| 34                                 | Sergey Chernetskiy (RUS) | 10e        |
| 35                                 | Jakob Fuglsang (DEN)     | AB         |
| 36                                 | Andriy Grivko (UKR)      | 47e        |
| 37                                 | Luis León Sánchez (ESP)  | AB         |
| 38                                 | Andrey Zeits (KAZ)       | 58e        |
| Directeur sportif : Stefano Zanini |                          |            |

| Bahrain-Merida TBM                | Bahrain-Merida TBM      | Bahrain-Merida TBM |
| --------------------------------- | ----------------------- | ------------------ |
| Num                               | Coureur                 | Pos                |
| 41                                | Vincenzo Nibali (ITA)   | 1er                |
| 42                                | Janez Brajkovič (SLO)   | AB                 |
| 43                                | Enrico Gasparotto (ITA) | AB                 |
| 44                                | Antonio Nibali (ITA)    | AB                 |
| 45                                | Domen Novak (SLO)       | AB                 |
| 46                                | Franco Pellizotti (ITA) | AB                 |
| 47                                | Luka Pibernik (SLO)     | 63e                |
| 48                                | Giovanni Visconti (ITA) | 37e                |
| Directeur sportif : Alberto Volpi |                         |                    |

| Bardiani CSF BRD                    | Bardiani CSF BRD         | Bardiani CSF BRD |
| ----------------------------------- | ------------------------ | ---------------- |
| Num                                 | Coureur                  | Pos              |
| 51                                  | Simone Andreetta (ITA)   | AB               |
| 52                                  | Enrico Barbin (ITA)      | AB               |
| 53                                  | Giulio Ciccone (ITA)     | 49e              |
| 54                                  | Lorenzo Rota (ITA)       | 89e              |
| 55                                  | Simone Sterbini (ITA)    | AB               |
| 56                                  | Alessandro Tonelli (ITA) | AB               |
| 57                                  | Simone Velasco (ITA)     | 50e              |
| 58                                  | Edoardo Zardini (ITA)    | AB               |
| Directeur sportif : Stefano Zanatta |                          |                  |

| BMC Racing BMC                          | BMC Racing BMC             | BMC Racing BMC |
| --------------------------------------- | -------------------------- | -------------- |
| Num                                     | Coureur                    | Pos            |
| 61                                      | Damiano Caruso (ITA)       | AB             |
| 62                                      | Alessandro De Marchi (ITA) | 46e            |
| 63                                      | Martin Elmiger (SUI)       | AB             |
| 64                                      | Ben Hermans (BEL)          | 14e            |
| 65                                      | Amaël Moinard (FRA)        | AB             |
| 66                                      | Nicolas Roche (IRL)        | 12e            |
| 67                                      | Michael Schär (SUI)        | AB             |
| 68                                      | Manuel Senni (ITA)         | AB             |
| Directeur sportif : Maximilian Sciandri |                            |                |

| Bora-Hansgrohe BOH             | Bora-Hansgrohe BOH      | Bora-Hansgrohe BOH |
| ------------------------------ | ----------------------- | ------------------ |
| Num                            | Coureur                 | Pos                |
| 71                             | Rafał Majka (POL)       | 26e                |
| 72                             | Jan Bárta (CZE)         | 81e                |
| 73                             | Emanuel Buchmann (GER)  | 86e                |
| 74                             | Patrick Konrad (AUT)    | AB                 |
| 75                             | Silvio Herklotz (GER)   | AB                 |
| 76                             | José Mendes (POR)       | AB                 |
| 77                             | Gregor Mühlberger (AUT) | 88e                |
| 78                             | Paweł Poljański (AUT)   | 77e                |
| Directeur sportif : Jens Zemke |                         |                    |

| Cannondale-Drapac CDT              | Cannondale-Drapac CDT   | Cannondale-Drapac CDT |
| ---------------------------------- | ----------------------- | --------------------- |
| Num                                | Coureur                 | Pos                   |
| 81                                 | Rigoberto Urán (COL)    | 22e                   |
| 82                                 | Brendan Canty (AUS)     | 85e                   |
| 83                                 | Hugh Carthy (GBR)       | AB                    |
| 84                                 | Alberto Bettiol (ITA)   | AB                    |
| 85                                 | Sep Vanmarcke (BEL)     | 61e                   |
| 86                                 | Davide Formolo (ITA)    | AB                    |
| 87                                 | Tom-Jelte Slagter (NED) | AB                    |
| 88                                 | Davide Villella (ITA)   | 15e                   |
| Directeur sportif : Fabrizio Guidi |                         |                       |

| Cofidis COF                     | Cofidis COF               | Cofidis COF |
| ------------------------------- | ------------------------- | ----------- |
| Num                             | Coureur                   | Pos         |
| 91                              | Yoann Bagot (FRA)         | AB          |
| 92                              | Guillaume Bonnafond (FRA) | AB          |
| 93                              | Nicolas Edet (FRA)        | AB          |
| 94                              | Mathias Le Turnier (FRA)  | 41e         |
| 95                              | Luis Ángel Maté (ESP)     | 76e         |
| 96                              | Anthony Perez (FRA)       | AB          |
| 97                              | Stéphane Rossetto (FRA)   | 75e         |
| 98                              | Julien Simon (FRA)        | AB          |
| Directeur sportif : Didier Rous |                           |             |

| Direct Énergie DEN                    | Direct Énergie DEN       | Direct Énergie DEN |
| ------------------------------------- | ------------------------ | ------------------ |
| Num                                   | Coureur                  | Pos                |
| 101                                   | Lilian Calmejane (FRA)   | AB                 |
| 102                                   | Fabien Grellier (FRA)    | AB                 |
| 103                                   | Jonathan Hivert (FRA)    | AB                 |
| 104                                   | Fabrice Jeandesboz (FRA) | AB                 |
| 105                                   | Bryan Nauleau (FRA)      | AB                 |
| 106                                   | Paul Ourselin (FRA)      | AB                 |
| 107                                   | Perrig Quéméneur (FRA)   | AB                 |
| 108                                   | Romain Sicard (FRA)      | 45e                |
| Directeur sportif : Dominique Arnould |                          |                    |

| FDJ                                  | FDJ                      | FDJ |
| ------------------------------------ | ------------------------ | --- |
| Num                                  | Coureur                  | Pos |
| 111                                  | Thibaut Pinot (FRA)      | 5e  |
| 112                                  | David Gaudu (FRA)        | 44e |
| 113                                  | Matthieu Ladagnous (FRA) | AB  |
| 114                                  | Jérémy Maison (FRA)      | 66e |
| 115                                  | Rudy Molard (FRA)        | 25e |
| 116                                  | Steve Morabito (SUI)     | AB  |
| 117                                  | Anthony Roux (FRA)       | 42e |
| 118                                  | Jérémy Roy (FRA)         | AB  |
| Directeur sportif : Frédéric Guesdon |                          |     |

| Gazprom-RusVelo GAZ              | Gazprom-RusVelo GAZ     | Gazprom-RusVelo GAZ |
| -------------------------------- | ----------------------- | ------------------- |
| Num                              | Coureur                 | Pos                 |
| 121                              | Sergey Firsanov (RUS)   | 90e                 |
| 122                              | Ildar Arslanov (RUS)    | AB                  |
| 123                              | Igor Boev (RUS)         | AB                  |
| 124                              | Pavel Brutt (RUS)       | 80e                 |
| 125                              | Dmitry Kozontchuk (RUS) | AB                  |
| 126                              | Sergueï Lagoutine (RUS) | AB                  |
| 127                              | Artem Nych (RUS)        | 91e                 |
| 128                              | Ivan Rovny (RUS)        | AB                  |
| Directeur sportif : Paolo Rosola |                         |                     |

| Lotto-Soudal LTS                | Lotto-Soudal LTS        | Lotto-Soudal LTS |
| ------------------------------- | ----------------------- | ---------------- |
| Num                             | Coureur                 | Pos              |
| 131                             | Tim Wellens (BEL)       | 20e              |
| 132                             | Sander Armée (BEL)      | AB               |
| 133                             | Tiesj Benoot (BEL)      | 57e              |
| 134                             | Thomas De Gendt (BEL)   | AB               |
| 135                             | Tony Gallopin (FRA)     | AB               |
| 136                             | Tomasz Marczyński (POL) | 62e              |
| 137                             | Maxime Monfort (BEL)    | AB               |
| 138                             | Jelle Vanendert (BEL)   | AB               |
| Directeur sportif : Bart Leysen |                         |                  |

| Movistar MOV                            | Movistar MOV             | Movistar MOV |
| --------------------------------------- | ------------------------ | ------------ |
| Num                                     | Coureur                  | Pos          |
| 141                                     | Dayer Quintana (COL)     | AB           |
| 142                                     | Winner Anacona (COL)     | AB           |
| 143                                     | Nuno Bico (POR)          | 98e          |
| 144                                     | Héctor Carretero (ESP)   | AB           |
| 145                                     | Víctor de la Parte (ESP) | 68e          |
| 146                                     | Jesús Herrada (ESP)      | AB           |
| 147                                     | Nairo Quintana (COL)     | 9e           |
| 148                                     | Marc Soler (ESP)         | 79e          |
| Directeur sportif : José Luis Jaimerena |                          |              |

| Nippo-Vini Fantini NIP            | Nippo-Vini Fantini NIP   | Nippo-Vini Fantini NIP |
| --------------------------------- | ------------------------ | ---------------------- |
| Num                               | Coureur                  | Pos                    |
| 151                               | Damiano Cunego (ITA)     | 93e                    |
| 152                               | Pierpaolo De Negri (ITA) | 95e                    |
| 153                               | Alessandro Bisolti (ITA) | 94e                    |
| 154                               | Iuri Filosi (ITA)        | 96e                    |
| 155                               | Nicola Bagioli (ITA)     | AB                     |
| 156                               | Giacomo Berlato (ITA)    | AB                     |
| 157                               | Ivan Santaromita (ITA)   | 53e                    |
| 158                               | Marino Kobayashi (JPN)   | AB                     |
| Directeur sportif : Mario Manzoni |                          |                        |

| Quick-Step Floors QST              | Quick-Step Floors QST    | Quick-Step Floors QST |
| ---------------------------------- | ------------------------ | --------------------- |
| Num                                | Coureur                  | Pos                   |
| 161                                | Julian Alaphilippe (FRA) | 2e                    |
| 162                                | Gianluca Brambilla (ITA) | AB                    |
| 163                                | Laurens De Plus (BEL)    | AB                    |
| 164                                | Dries Devenyns (BEL)     | AB                    |
| 165                                | Philippe Gilbert (BEL)   | 27e                   |
| 166                                | Bob Jungels (LUX)        | AB                    |
| 167                                | Dan Martin (IRL)         | 36e                   |
| 168                                | Pieter Serry (BEL)       | 87e                   |
| Directeur sportif : Davide Bramati |                          |                       |

| Dimension Data DDD                   | Dimension Data DDD               | Dimension Data DDD |
| ------------------------------------ | -------------------------------- | ------------------ |
| Num                                  | Coureur                          | Pos                |
| 171                                  | Steve Cummings (GBR)             | AB                 |
| 172                                  | Natnael Berhane (ERI)            | AB                 |
| 173                                  | Mekseb Debesay (ERI)             | 84e                |
| 174                                  | Omar Fraile (ESP)                | AB                 |
| 175                                  | Jacques Janse van Rensburg (RSA) | AB                 |
| 176                                  | Benjamin King (USA)              | AB                 |
| 177                                  | Lachlan Morton (AUS)             | 83e                |
| 178                                  | Serge Pauwels (BEL)              | AB                 |
| Directeur sportif : Bingen Fernández |                                  |                    |

| Katusha-Alpecin KAT                  | Katusha-Alpecin KAT      | Katusha-Alpecin KAT |
| ------------------------------------ | ------------------------ | ------------------- |
| Num                                  | Coureur                  | Pos                 |
| 181                                  | Maxim Belkov (RUS)       | AB                  |
| 182                                  | José Gonçalves (POR)     | AB                  |
| 183                                  | Robert Kišerlovski (CRO) | AB                  |
| 184                                  | Maurits Lammertink (NED) | 100e                |
| 185                                  | Alberto Losada (ESP)     | AB                  |
| 186                                  | Jhonatan Restrepo (COL)  | AB                  |
| 187                                  | Rein Taaramäe (EST)      | 70e                 |
| 188                                  | Ángel Vicioso (ESP)      | AB                  |
| Directeur sportif : Dimitri Konyshev |                          |                     |

| Lotto NL-Jumbo TLJ              | Lotto NL-Jumbo TLJ      | Lotto NL-Jumbo TLJ |
| ------------------------------- | ----------------------- | ------------------ |
| Num                             | Coureur                 | Pos                |
| 191                             | Steven Kruijswijk (NED) | 28e                |
| 192                             | Enrico Battaglin (ITA)  | 60e                |
| 193                             | Koen Bouwman (NED)      | 51e                |
| 194                             | Stef Clement (NED)      | AB                 |
| 195                             | Daan Olivier (NED)      | 92e                |
| 196                             | Primož Roglič (SLO)     | 40e                |
| 197                             | Floris De Tier (NED)    | 48e                |
| 198                             | Antwan Tolhoek (NED)    | 78e                |
| Directeur sportif : Addy Engels |                         |                    |

| Sky SKY                         | Sky SKY                  | Sky SKY |
| ------------------------------- | ------------------------ | ------- |
| Num                             | Coureur                  | Pos     |
| 201                             | Michał Kwiatkowski (POL) | AB      |
| 202                             | Sergio Henao (COL)       | 73e     |
| 203                             | Mikel Landa (ESP)        | AB      |
| 204                             | Gianni Moscon (ITA)      | 3e      |
| 205                             | Mikel Nieve (ESP)        | 8e      |
| 206                             | Wout Poels (NED)         | 38e     |
| 207                             | Salvatore Puccio (ITA)   | AB      |
| 208                             | Diego Rosa (ITA)         | 17e     |
| Directeur sportif : Dario Cioni |                          |         |

| Sunweb SUN                       | Sunweb SUN             | Sunweb SUN |
| -------------------------------- | ---------------------- | ---------- |
| Num                              | Coureur                | Pos        |
| 211                              | Laurens ten Dam (NED)  | AB         |
| 212                              | Warren Barguil (FRA)   | 34e        |
| 213                              | Simon Geschke (GER)    | 69e        |
| 214                              | Chris Hamilton (AUS)   | 72e        |
| 215                              | Lennard Hofstede (NED) | 71e        |
| 216                              | Wilco Kelderman (NED)  | 18e        |
| 217                              | Sam Oomen (NED)        | 11e        |
| 218                              | Michael Matthews (AUS) | AB         |
| Directeur sportif : Aike Visbeek |                        |            |

| Trek-Segafredo TFS                | Trek-Segafredo TFS      | Trek-Segafredo TFS |
| --------------------------------- | ----------------------- | ------------------ |
| Num                               | Coureur                 | Pos                |
| 221                               | Julien Bernard (FRA)    | AB                 |
| 222                               | Koen de Kort (NED)      | AB                 |
| 223                               | Laurent Didier (LUX)    | AB                 |
| 224                               | Bauke Mollema (NED)     | 19e                |
| 225                               | Jarlinson Pantano (COL) | AB                 |
| 226                               | Grégory Rast (SUI)      | AB                 |
| 227                               | Kiel Reijnen (USA)      | AB                 |
| 228                               | Peter Stetina (USA)     | 31e                |
| Directeur sportif : Adriano Baffi |                         |                    |

| UAE Emirates UAD                 | UAE Emirates UAD        | UAE Emirates UAD |
| -------------------------------- | ----------------------- | ---------------- |
| Num                              | Coureur                 | Pos              |
| 231                              | Diego Ulissi (ITA)      | 21e              |
| 232                              | Darwin Atapuma (COL)    | 67e              |
| 233                              | Valerio Conti (ITA)     | 35e              |
| 234                              | Kristijan Đurasek (CRO) | DQ               |
| 235                              | Rui Costa (POR)         | 54e              |
| 236                              | Simone Petilli (ITA)    | AB               |
| 237                              | Jan Polanc (SLO)        | 39e              |
| 238                              | Edward Ravasi (ITA)     | 52e              |
| Directeur sportif : Mario Scirea |                         |                  |

| Wilier Triestina-Selle Italia WIL | Wilier Triestina-Selle Italia WIL | Wilier Triestina-Selle Italia WIL |
| --------------------------------- | --------------------------------- | --------------------------------- |
| Num                               | Coureur                           | Pos                               |
| 241                               | Alberto Cecchin (ITA)             | AB                                |
| 242                               |                                   |                                   |
| 243                               | Miguel Flórez (COL)               | AB                                |
| 244                               | Yonder Godoy (VEN)                | 30e                               |
| 245                               | Ilia Koshevoy (BLR)               | 56e                               |
| 246                               | Daniel Martínez (COL)             | AB                                |
| 247                               | Cristian Rodríguez (ESP)          | 55e                               |
| 248                               | Alex Turrin (ITA)                 | AB                                |
| Directeur sportif : Serge Parsani |                                   |                                   |